# THE ONE ABOUT ME
『THE ONE ABOUT ME』（ザ・ワン・アバウト・ミー）はYOKO Black. Stoneの1枚目のベストアルバム。1999年8月4日にStyling Records、GIZA studioより発売された。
メジャーファーストアルバムであり、インディーズ時代の作品をコンパイルしたベストアルバムである。

## 解説
- 自身初のフルアルバムであり、前作のミニアルバム『LONG FORE-PLAY』から約10ヶ月ぶりのアルバムリリースとなった。
- 松尾潔によるライナーノーツが封入されている。
- 全12曲中4曲が倉木麻衣によってカバーされており、その内3曲は彼女の全米デビューシングル「Baby I Like」に収録されている。

## 収録曲
1. can't get enough
新曲。のちに倉木麻衣の1stアルバム『delicious way』で一部歌詞を変更しカバーされた。
2. Private Party
3. Gonna Be Ready
4. No Need 2 Worry
2枚目のシングル。
5. Calling you
3枚目のシングル。ジェヴェッタ・スティールのカバー。
6. 's All Right
メジャーファーストシングル。のちに倉木麻衣がカバー。
7. Nobody Else
8. Baby I Like
のちに倉木麻衣が全米デビューシングルの表題曲としてカバー。
9. GIVE IT 2 ME
10. LONG FORE-PLAY
11. Did I Hear You Say That You're In Love
のちに倉木麻衣がカバー。
12. FANTASY (re-mix)
2ndアルバム収録曲のリミックスバージョン。アース・ウィンド・アンド・ファイアーのカバー。

## タイアップ
| # | タイトル     | タイアップ先                             |
| - | ------------ | ---------------------------------------- |
| 6 | 's All Right | テレビ朝日系『D's Garage21』テーマソング |

## 発売形態
| 形態 | 発売日       | 品番      |
| ---- | ------------ | --------- |
| CD   | 1999年8月4日 | GZCA-1008 |